# Doc Hollywood
Doc Hollywood är en amerikansk romantisk komedifilm från 1991.

## Handling
Ben Stone (Michael J. Fox) är en ung framgångsrik läkare som åker till Los Angeles för att börja arbeta som plastikkirurg i Beverly Hills. På vägen orsakar han en trafikolycka utanför den lilla staden Grady. Han döms till 32 timmars samhällstjänst som ska utföras på det lokala sjukhuset. Hans ambition är att få straffet överstökat och därefter fortsätta sin resa, men när han träffar och förälskar sig i ambulansföraren Lou (Julie Warner) börjar han fundera på vad som är viktigt i livet - kärleken eller karriären.   

## Om filmen
Doc Hollywood regisserades av Michael Caton-Jones. Filmens manus baserades på Neil B. Shulmans roman What? Dead Again?.

## Rollista (urval)
- Michael J. Fox - Dr Ben Stone
- Julie Warner - Lou
- Barnard Hughes - doktor Hogue
- Woody Harrelson - Hank
- David Ogden Stiers - Nick Nicholson
- Frances Sternhagen - Lillian
- Bridget Fonda - Nancy Lee

## Filmmusik
Titelmelodin The One and Only skriven av Nik Kershaw och framförd av Chesney Hawkes nådde plats tio på Billboard Hot 100.